# Breakthrough
«Breakthrough» fue el sencillo debut de la cantante y seiyū japonesa Aya Hirano. Fue lanzado en Japón el 8 de marzo de 2006 y producido por Lantis. "Breakthrough" e "Ichiban Boshi" fueron los temas de apertura y cierre, respectivamente, de la novela visual Finalist para PlayStation 2.

## Lista de canciones
1. «Breakthrough»
2. «Ichiban Boshi» (一番星 lit. Primera Estrella?)
3. «Breakthrough» (off vocal)
4. «Ichiban Boshi» (off vocal) (一番星 lit. Primera Estrella?)

- Datos: Q3274530